# Лебедев, Юрий Исакович
Ю́рий Иса́кович Ле́бедев (род. 30 июня 1951, Ветлуга, Горьковская область, СССР) — российский политик, вице-губернатор Нижегородской области (1995—1997), глава города Нижнего Новгорода (1998—2002).

## Биография
Родился 30 июня 1951 года в городе Ветлуга Горьковской области.
В 1969 году поступил в Горьковский педагогический институт имени М. Горького на историко-филологический факультет. Окончил его по специальности - преподаватель истории.
В 1972 г. был призван в ряды Советской Армии.
С 1974 года по 1975 год преподавал в Ветлужском лесотехническом техникуме, был секретарем комсомольского комитета техникума.
В 1975-1977 гг. работал директором Шахунской районной киносети.
В 1977-1980 гг. был первым секретарем Шахунского райкома ВЛКСМ.
В 1985 году окончил Горьковскую высшую партийную школу (заочно).
В 1981—1990 годах — директор СПТУ № 9 (Шахунья).

## Политическая карьера
Начал политическую карьеру в 1990 году с должностей первого секретаря Шахунского райкома КПСС и председателя Шахунского райсовета. В 1993—1995 занимал должность главы администрации Шахунского района Нижегородской области. В августе 1995 года был приглашён губернатором области Борисом Немцовым на должность вице-губернатора. 
С марта по июль 1997 года исполнял обязанности губернатора в связи с переходом Бориса Немцова на работу в Правительство РФ.
С июля 1997 по апрель 1998 года являлся полномочным представителем Президента России в Нижегородской области.
В конце июля 1997 года Иван Скляров уходит с должности мэра Нижнего Новгорода в связи с избранием на пост губернатора. Первые выборы были назначены на 30 марта 1998 года. и. о. мэра города Владимир Горин принимает в них участие, но проигрывают Андрею Климентьеву. Однако результаты этих выборов были аннулированы, поскольку Климентьев был осуждён по делу о «Навашинских миллионах». За эти скандальные выборы Лебедев был уволен с должности полпреда.
После ухода с госслужбы нескольком месяцев работал председателем областного отделения благотворительного Фонда Возрождения православных святынь Серафима Саровского.
Перевыборы мэра прошли осенью 1998 года. Во втором туре выборов 10 октября 1998 года Юрий Лебедев одерживает уверенную победу.
В 2002 году по результатам очередных выборов кресло мэра вместо Юрия Лебедева занял Вадим Булавинов.
С 2016 года по 2021 год — депутат Законодательного собрания Нижегородской области VI созыва.

## Деятельность на посту мэра города
Во время пребывания на посту мэра города Юрия Лебедева была предпринята попытка введения альтернативной военной службы в Нижнем Новгороде, было предложено создание на стадионе «Труд» катка с искусственным льдом для проведения международных спортивных встреч, было построено новое здание театра «Комедія», была создана сеть кинотеатров класса «А», открыты развлекательные центры типа «Матрица» и «Победа».
На посту мэра Лебедев критиковался за увлечение большими проектами в ущерб удовлетворению ежедневных потребностей населения города, в частности, недостаточной оперативности решения проблем с отоплением и горячим водоснабжением.

## Семья
Женат вторым браком. Жена — Вера Викторовна. Есть две дочери и внучка (2001).